# Brunei
Brunei (malajski Brunei, Brunei Darussalam), oficjalnie Państwo Brunei Darussalam (malajski Negara Brunei Darussalam) – państwo położone w Azji Południowo-Wschodniej, na północnym wybrzeżu wyspy Borneo. Brunei graniczy z Malezją. Ma dostęp do Morza Południowochińskiego.

## Etymologia
Pochodzenie nazwy Brunei nie jest znane. Według legendy, po odkryciu Brunei jej późniejszy pierwszy sułtan Muhammad Shah miał zawołać Baru nah (pol. „to jest to” lub „tam”) i od tego okrzyku ma wywodzić się nazwa Brunei.

## Geografia
Brunei leży w północno-zachodniej części wyspy Borneo w Azji Południowo-Wschodniej nad Morzem Południowochińskim i podzielone jest na dwa osobne terytoria graniczące od strony lądu z malajskim stanem Sarawak. Z powierzchnią 5765 km² Brunei jest jednym z najmniejszych państw na świecie. Jego granica z Malezją wynosi 266 km a łączna długość linii brzegowej to 161 km.
Brunei leży na terenie nizinnym (średnia wysokość n.p.m. to 478 m) o charakterze płaskiej równiny przechodzącej w teren górski na wschodzie. Najwyższe wzniesienie Brunei to Pagonprick (1850 m n.p.m.). Na wschodnim wybrzeżu rozciągają się bagna, reszta wybrzeża jest piaszczysta. W Brunei występuje wiele krótkich rzek.
Klimat kraju jest równikowy, wilgotny, charakteryzujący się stałą wysoką temperaturą ok. 23–32 °C, dużą wilgotnością powietrza i obfitymi opadami – od ok. 2500 mm rocznie na wybrzeżu do 7500 mm w głębi lądu W Brunei nie występuje pora sucha.
75% powierzchni Brunei zajmują lasy równikowe. Na wybrzeżu występują zarośla mangrowe. W kraju występuje wiele gatunków małp i ptaków.

### Najdłuższe rzeki
- Belait
- Sungai Tutong
- Brunei
- Kedayan
- Bakulong
- Teraja
- Peradayan

### Największe jezioro
- Marimbun

## Historia

### Prehistoria
Pierwsze ślady osadnictwa na Borneo, pochodzące sprzed 38 tys. lat p.n.e., odkryto w pobliżu miejscowości Niah na terenie Sarawaku, a pojawienie się kultur prehistorycznych na Archipelagu Malajskim datuje się na 8000 lat p.n.e. Rozkwit kultury brązu i żelaza w tym regionie przypada na 300 p.n.e., a 200 lat p.n.e. zapoczątkowano wymianę handlową z terenami Indii i Chin.

### Rozwój królestw w Archipelagu Malajskim
Pierwsze państwa–królestwa Archipelagu Malajskiego rozwinęły się na terenach przesmyku Kra pomiędzy Zatoką Tajlandzką a Morzem Andamańskim pomiędzy 100 p.n.e. a 200 n.e. W okresie VI–IX w. funkcjonowało wiele ośrodków handlowych znajdujących się pod wpływem hinduizmu i buddyzmu. W VII–X w. powstało buddyjskie państwo Śriwidźaja.

### Powstanie Brunei
Od XIII w. istniało na terytorium dzisiejszego Brunei małe państwo malajskie, którego władcy w XV w. przyjęli islam. W 1363 roku Alak Betatar został pierwszym sułtanem Brunei i przyjął imię Muhammad Shah. Pochodząca z 1365 roku Nagarakretagama autorstwa Mpu Prapancy wspomina Brunei – wówczas Buruneng – jako państwo wasalskie imperium Majapahitu. Źródła chińskie z 1370 roku wspominają o trybucie przysłanym Chinom przez Muhammada Shaha. W 1402 roku drugim sułtanem Brunei został Abdul Madżid Hassan. W 1405 roku Brunei odwiedził podczas swojej podróży po regionie chiński admirał Zheng He (1371–1433). W 1408 roku tron objął sułtan Ahmad, po którym władzę sprawowali kolejno Szarif Ali (panujący w latach 1426–1432) i Sulajman (panujący w latach 1432–1485). Okres panowania 5. sułtana Bolkiaha w latach 1485–1524 określany jest mianem „złotego wieku” Brunei.

### XVI–XX wiek
W 1521 roku w Brunei, podczas wyprawy Ferdynanda Magellana (1480–1521), kronikarz wyprawy Antonio Pigafetta (1491–1534) odwiedził dwór sułtana Bolkiaha. W 1524 roku sułtanem został Abdul Kahar (panujący w latach 1524–1530) a portugalski kapitan Malakki Afonso de Albuquerque (1453–1515) przysłał do Brunei misję, po czym w 1526 roku Portugalczycy podpisali z Brunei traktat handlowy.
14 kwietnia 1578 roku Brunei zaatakowali Hiszpanie dowodzeni przez gubernatora Filipin Francisco de Sande (1540–1602), którym udało się zająć stolicę sułtanatu. Musieli jednak się wycofać po wybuchu epidemii. W 1580 roku podjęli kolejna próbę zajęcia stolicy pod dowództwem kapitana Juana Acre de Sadornila, która również się nie powiodła.
W 1661 roku w stolicy wybuchła wojna domowa – Abdul Mubin, sprawujący funkcję bendahary, zabił sułtana Muhammada Alego i zajął tron jako 14. sułtan Abdul Hakkul Mubin.
W 1774 roku do Brunei przybył agent Brytyjskiej Kompanii Wschodnioindyjskiej, by wynegocjować umowę handlu pieprzem. Wpływy brytyjskie zaczęły się umacniać – powstawały faktorie Kompanii Wschodnioindyjskiej, a w końcu w 1888 roku sułtanat Brunei stał się protektoratem brytyjskim.
W 1807 roku, po śmierci 21. sułtana Muhammada Tadżuddina doszło do kolejnego konfliktu zbrojnego o tron, z którego zwycięsko wyszedł teść zmarłego władcy Muhammad Kanzul Alam. Po odkryciu złóż antymonitu w Sarawaku, Brunei zajęło Sarawak, by czerpać korzyści z handlu tym surowcem z Singapurem. Gubernatorem Sarawaku z ramienia Brunei został Indera Mahkota, który prowadził rządy represji. W 1835 roku wybuchło powstanie w Sarawaku przeciwko okupantowi, którego stłumienie powierzono bendaharze Brunei Mudzie Hassimowi. W 1839 roku Hassim spotkał Brytyjczyka Jamesa Brooke’a (1803–1868), którego poprosił w 1840 roku o wsparcie w walce z rebeliantami, proponując mu w zamian objęcie urzędu gubernatora Sarawaku oraz poparcie dla powrotu Hassima do stolicy. Po stłumieniu rebelii, Brook został mianowany przez Hassima gubernatorem Sarawaku w 1841 roku, a sułtan wydał stosowną nominację w roku 1842.
W latach 1942–1945 kraj był okupowany przez Japończyków. W 1959 roku Wielka Brytania przyznała Brunei częściową autonomię, a w 1971 roku całkowitą autonomię wewnętrzną.

### Powstanie w Brunei
W przeprowadzonych w Brunei w sierpniu 1962 roku wyborach do Rady Legislacyjnej zdecydowane zwycięstwo odniosła lewicowa Partia Ludowa (PRB) pod wodzą Azahariego (1928–2002), który sprzeciwiał się wstąpieniu Brunei do Federacji Malezyjskiej i postulował utworzenie niezależnego państwa skupiającego trzy brytyjskie kolonie znajdujące się w północnej części Borneo, tj. Brunei, Sarawak i Sabah. W grudniu 1962 roku Azahari stanął na czele Narodowej Armii Północnego Borneo (która miała prawdopodobnie wsparcie materialne Indonezji) i przeprowadził pucz w celu obalenia sułtana – zwolennika przystąpienia do Federacji. Sułtan wezwał na pomoc Brytyjczyków stacjonujących w Singapurze i powstanie zostało szybko stłumione, a PRB rozwiązana. Sułtan wyciągnął jednak wnioski z wydarzeń i wycofał zgodę na wstąpienie Brunei do Federacji. Sam Azahari po nieudanym zamachu stanu znalazł azyl w Indonezji. Brunei uzyskało niepodległość 1 stycznia 1984 roku.
28 października 1985 roku w Brunei założono pierwszy uniwersytet – Universiti Brunei Darussalam.

## Demografia
| (2005)                   | (2005)                          |
| ------------------------ | ------------------------------- |
| Liczba ludności          | 372 361                         |
| Ludność według wieku (%) |                                 |
| 0 – 14 lat               | 28,6                            |
| 15 – 64 lat              | 68,4                            |
| ponad 64 lata            | 3                               |
| Wiek (mediana)           |                                 |
| W całej populacji        | 27,04 lat                       |
| Mężczyzn                 | 27,63 lat                       |
| Kobiet                   | 26,4 lat                        |
| Przyrost naturalny       | 1,9%                            |
| Współczynnik urodzeń     | 19,01 urodzeń/1000 mieszkańców  |
| Współczynnik zgonów      | 3,42 zgonów/1000 mieszkańców    |
| Współczynnik migracji    | 3,45 migrantów/1000 mieszkańców |
| Ludność według płci      |                                 |
| przy narodzeniu          | 1,06 mężczyzn/kobiet            |
| poniżej 15 lat           | 1,04 mężczyzn/kobiet            |
| 15 – 64 lat              | 1,13 mężczyzn/kobiet            |
| powyżej 64 lat           | 0,9 mężczyzn/kobiet             |
| Umieralność noworodków   |                                 |
| W całej populacji        | 12,61 śmiertelnych/1000 żywych  |
| płci męskiej             | 15,93 śmiertelnych/1000 żywych  |
| płci żeńskiej            | 9,1 śmiertelnych/1000 żywych    |
| Oczekiwana długość życia |                                 |
| W całej populacji        | 74,8 lat                        |
| Mężczyzn                 | 72,36 lat                       |
| Kobiet                   | 77,36 lat                       |
| Rozrodczość              | 2,3 urodzeń/kobietę             |

### Grupy etniczne
65,7% Malajowie, 10,3% Chińczycy, 3,4% ludność rdzenna, 10,6% inni (szacowane w 2011 r.).

### Religie
Struktura religijna kraju w 2010 roku według Pew Research Center:
- islam – 75,1%
- buddyzm – 8,6%
- tradycyjne religie plemienne – 6,2%
- katolicyzm – 5,0%
- protestantyzm – 4,4%
- brak religii – 0,4%
- hinduizm – 0,3%

## Ustrój polityczny
Brunei to monarchia absolutna – sułtanat. Obowiązuje konstytucja z 29 września 1959 (znowelizowana w 1984, 2004 i 2011), przy czym niektóre jej zapisy pozostają zawieszone od 1962 roku a inne od 1984 roku (stan na 2016). Najważniejszą osobą w państwie jest sułtan, który jest jednocześnie głową państwa i szefem rządu. Od 6 października 1967 roku 29. sułtanem Brunei jest Hassanal Bolkiah. Doradzają mu: Rada Religijna, Tajna Rada ds. Konstytucji, Rada Sukcesji oraz 36-osobowa Rada Legislacyjna (mal. Majlis Mesyuarat Negara Brunei), która obraduje raz w roku przez dwa tygodnie. Jedną z trzech legalnych partii jest Zjednoczona Partia Narodowa Brunei (BNUP).
Brunei należy do organizacji: ASEAN, EAS, ONZ, WTO, MFW i Banku Światowego, a także do APEC, NAM, OIC i WHO.

## Podział administracyjny
Brunei jest podzielone na 4 dystrykty (daerah): Belait, Brunei-Muara, Temburong i Tutong. Stolicą kraju jest Bandar Seri Begawan położone w dystrykcie Brunei-Muara. Główne ośrodki administracyjne dystryktów to: Kuala Belait (Belait), Pekan Tutong (Tutong) i Bangar (Temburong). Około 41 km na północny wschód od stolicy leży Muara, gdzie znajduje się port lotniczy, oraz Seria – centrum przemysłu gazowego.

## Gospodarka
Podstawą gospodarki jest eksploatacja oraz przetwórstwo ropy naftowej i gazu ziemnego.

### Emisja gazów cieplarnianych
Łączna emisja równoważnika dwutlenku węgla z Brunei wyniosła w 1990 roku 7,227 Mt, z czego 3,39 7 Mt stanowił dwutlenek węgla. W przeliczeniu na mieszkańca emisja wyniosła wówczas 13,126 t dwutlenku węgla, a w przeliczeniu na 1 dolar PKB 155 kg. Emisja dwutlenku węgla i metanu od tego czasu nieregularnie rosła, osiągając maksimum w 2008. W 2018 roku emisja dwutlenku węgla pochodzenia kopalnego wyniosła 6,926 Mt, a w przeliczeniu na mieszkańca 15,957 t i w przeliczeniu na 1 dolar PKB 225 kg. Przez cały czas główne źródła tej emisji to w podobnym stopniu spalanie w energetyce i pozostałych branżach przemysłu. Emisja z transportu jest na trzecim miejscu. W całkowitej emisji gazów cieplarnianych dwutlenek węgla i metan mają podobny poziom. Natomiast emisje gazów fluorowanych zauważalnie wzrosły w XXI w., przekraczając emisje podtlenku azotu.